# سرشت و پرورش
یکی از مشهورترین ستیزه‌های فکری در زیست‌شناسی و سایر علوم، ستیز سرشت و پرورش یا طبیعت و تربیت نام دارد. در این جدال، بحثِ اصلی بر سرِ این است که رفتار ما تا چه اندازه به وسیلهٔ وراثت (سرشت) و تا چه اندازه توسطِ محیط و یادگیری (تربیت) تعیین می‌شود؛ مثلاً چه میزان از شخصیت فرد از پیش توسطِ عواملِ ژنتیکی و چقدر از شخصیتِ فرد توسطِ تجربیاتِ محیطی و در طولِ زندگی شکل می‌گیرد.

## درهم‌آمیزی سرشت (طبیعت) و پرورش (تربیت)
در مورد مسئلهٔ سرشت و پرورش آنچه مسئله را پیچیده‌تر می‌کند این است که عواملِ سرشتی و تربیتی، خود نیز بر یکدیگر تأثیر می‌گذارند یا به عبارتِ دیگر با یکدیگر برهمکنش دارند. به بیان دقیق‌تر، امروزه دیگر قادر نیستیم همانند گذشته عواملِ محیطی و ژنتیکی را به طورِ کامل از یکدیگر جدا فرض کنیم. حجمِ وسیعی از شواهد و مدارک حاکی از وجود برهمکنش و تاثیر دوسویه میان عواملِ محیطی و ژنتیکی موجود است. به عبارتِ دقیق تر، بسیاری از نمایه‌های محیطی که در دانش‌های رفتاری بکار می‌روند، خود از عواملِ ژنتیکی تاثیر می‌گیرند! برای مثال تا چندی پیش پرورش فرزندان توسطِ والدین یک عاملِ محیطیِ مطلق در نظر گرفته می‌شد. با این حال، امروزه شواهد و مدارک نشان می‌دهد که تفاوت‌های ژنتیکی، بر رفتارِ والدین در برابرِ فرزندانشان تاثیر می‌گذارد. تفاوت‌های ژنتیکی میانِ فرزندان نیز ممکن است در این زمینه نقش داشته باشد. برای مثال والدینی که در خانه کتاب‌های بیشتری دارند، فرزندانشان در مدرسه عملکرد بهتری دارند، اما این همبستگی لزوماً به معنای آن نیست که داشتنِ کتاب‌های زیاد در خانه علت محیطی برای عملکردِ بهترِ کودکان در مدرسه است. عواملِ ارثی ممکن است بر صفاتِ والدین مؤثر واقع شوند، که این صفات هم با تعداد کتابهایی که آنان در خانه دارند و هم با پیشرفت تحصیلی فرزندانِ آنها رابطه دارد. همچنین معلوم شده‌است عواملِ ژنتیکی در بسیاری از شاخص‌های به ظاهر محیطی، نظیرِ حوادثِ دورهٔ کودکی، رویدادهای زندگی و سایر موارد نقش دارند. به عبارتِ دیگر، اشخاص تا حدی به دلایلِ ژنتیکی، تجربیاتِ شخصی خود را می‌آفرینند.